# الفن التجريدي الفلسطيني
الفن التجريدي الفلسطيني هو عمل نشأ في فلسطين أو أنتجه فنانون فلسطينيون في الشتات، يعملون في وسط لا يحدده الواقع. اللغة البصرية لا يتم تعريفها بدقة من خلال المراجع البصرية في العالم، وهي سمة مميزة لنوع التجريد.

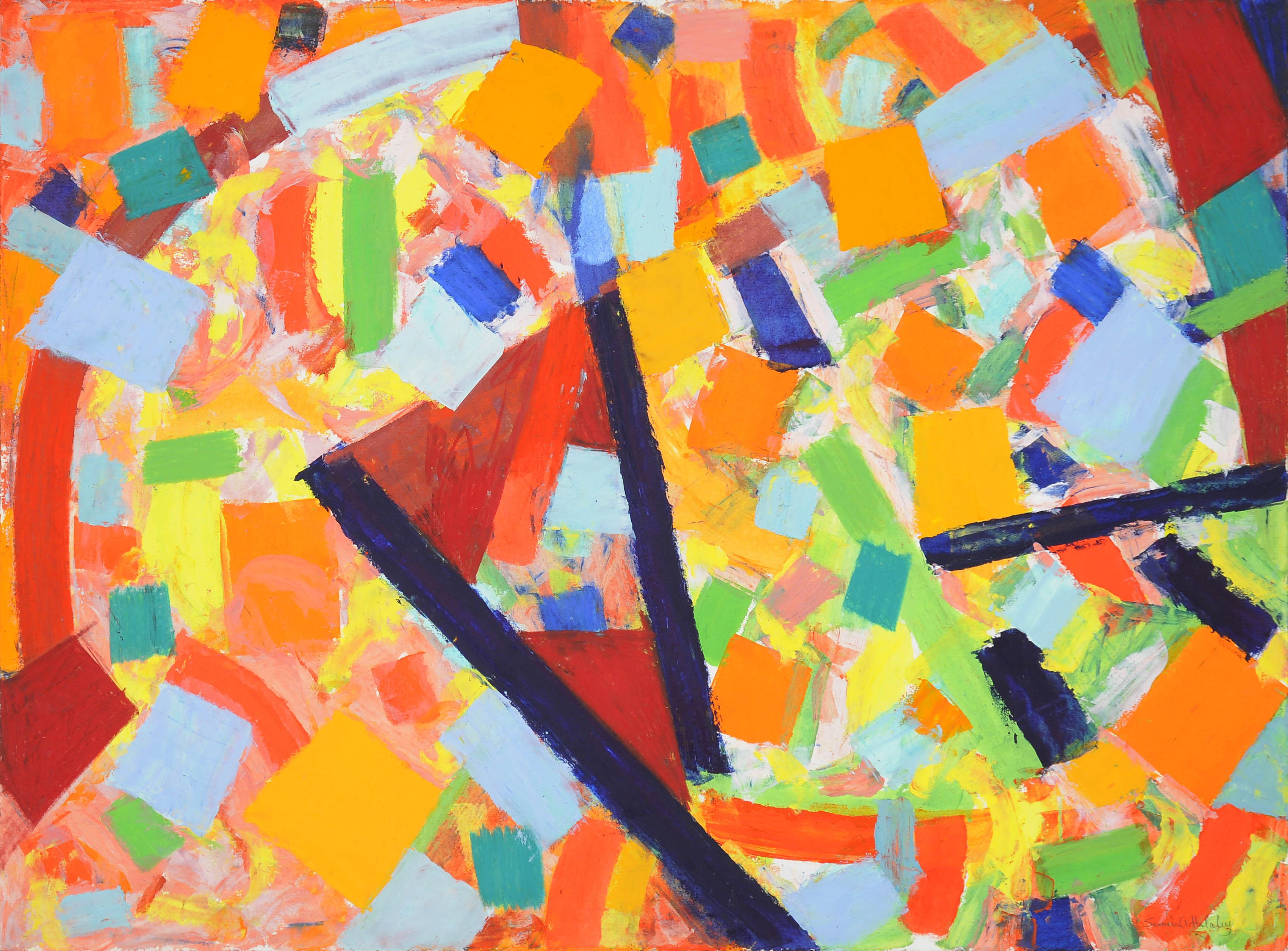
سامية حلبي، الرقص في الكرم، يوليو 1982.

يمتد الفن التجريدي الفلسطيني "على مدى أربعة مراكز جغرافية رئيسية: في الضفة الغربية وغزة، وداخل إسرائيل، وفي الشتات الفلسطيني في العالم العربي، وفي الشتات الفلسطيني في أوروبا والولايات المتحدة ". ونتيجة للشتات والانتشار عبر وسائل الإعلام، يتميز هذا النوع من الفن بإلهامه من الفن التجريدي الغربي، فضلاً عن استلهامه من الرسم الإسلامي التقليدي والتقاليد العربية الكلاسيكية في الهندسة والخط.

## ظهور التجريد في الفن الفلسطيني
خلال فترة الستينيات والثمانينيات من القرن العشرين، بدأ الفنانون الفلسطينيون في استخدام مبادئ وتقنيات التجريد كوسيلة للتعبير عن النضالات السياسية والثقافية التي واجهوها أثناء الاحتلال. وقد اعتمد الفنانون الفلسطينيون المرتبطون بحركة التحرير أساليب وطرق الرسم الخاصة بالحركات الثورية في القرن العشرين. وترتبط الحركة نفسها ارتباطًا وثيقًا بالحركات الثورية الأوسع نطاقًا في الشرق الأوسط والعالم العربي. وقد قيل إن تطور التجريد في القرن العشرين كان نتيجة للحركة الاجتماعية الثورية خلال المنطقة والعصر.
وكان للحركات الثورية الأخرى ومشاهدها الفنية تأثير كبير على رواد المشهد الفني التجريدي الفلسطيني. تأثر فنانون فلسطينيون بارزون مثل مصطفى الحلاج وسليمان منصور بمعاصريهم في الفن التجريدي في القرن العشرين، وخاصة التكعيبية والجدارية المكسيكية. وقد قام هؤلاء الفنانون بتكييف هذه التقنيات مع ظروفهم، مما يعكس الواقع السياسي والثوري في فلسطين.

## الصفات الشكلية
تستمد خصائص الفن التجريدي الفلسطيني جذورها من الفن التجريدي الغربي، والرسم الإسلامي التقليدي، والتقاليد العربية الكلاسيكية في الهندسة والخط. وعلى غرار العديد من معاصريهم في المنطقة، فقد استلهموا من التاريخ العربي الإسلامي. وقد قيل إن هناك تفضيلًا عامًا للفن التجريدي في جميع المجتمعات الإسلامية، لأن الشكل يساعد في ترمز إلى "الوحدة العالمية والمتعالية في التعدد والوجود الضروري".
من خلال التلاعب بخصائص مثل الفضاء، والضوء، والحجم، والمسافة، والموقع، والحركة، يمكن للتركيبة أن توجد بدرجة من الانفصال عن الواقع. يهدف الشكل الفني إلى تقليد المبادئ العامة في الطبيعة، وليس ظهورها من جانب واحد في لحظة واحدة من الزمن. ركز الفن التجريدي الفلسطيني على الرموز الشعبية أكثر من التركيز على الشعور الصرف أو الكامل بالتجريد. كان الفن الذي يمكنه التواصل مع الجماهير بشكل أكثر مباشرة ونقل الرسائل السياسية هو المفضل بدلاً من ذلك.

## المواضيع المتكررة
في الفن الفلسطيني، يتتبع الباحثون الموضوعات التي تظهر بعد الأحداث الهامة التي تقع بين إسرائيل وفلسطين. وكانت النكبة، على وجه الخصوص، حدثًا مؤثرًا للغاية يظهر في الفن التجريدي الفلسطيني بسبب المنفى الذي حدث بعد الحدث. ابتكر الفنانون الفلسطينيون في الشتات أعمالاً فنية شعر فيها الفلسطينيون بالحاجة إلى تمثيل ثقافتهم خارج حدود العيش في فلسطين من خلال استخدام الأيقونات مثل الأعلام أو اللغة العربية. ويذهب بعض الفنانين ضد ذلك، فيبدعون فنًا يمكن ربطه بأي ثقافة أو شخص، على أمل أن يتمكن المشاهد من الارتباط بالفن بما يتجاوز الصراعات السياسية داخل بلد الفنان الأصلي.

## فنانون تجريديون بارزون
خلال القرن العشرين، ساهم ثلاثة فنانين بارزين في الفن التجريدي الفلسطيني الحديث: كمال بلاطة، وستيف سابيلا، وسامية حلبي.

### كمال بلاطة

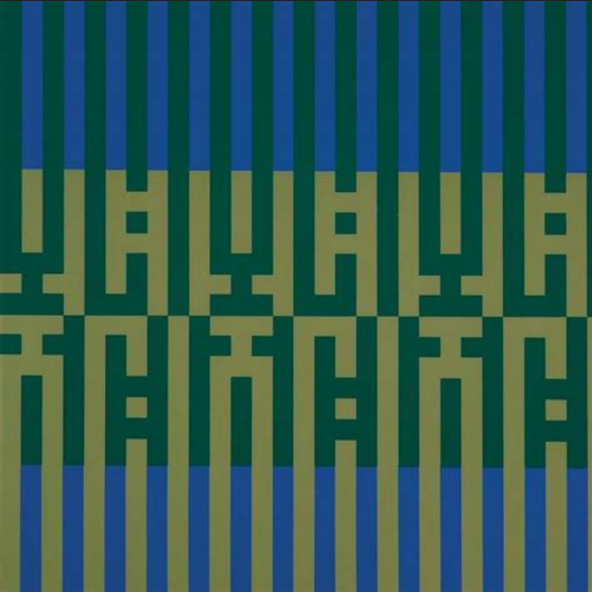
كمال بلاطة، لا يوجد أنا إلا أنا، 2023

بلاطة (من مواليد 1942، القدس) أمضى سنوات شبابه في الرسم، على الرغم من عدم وجود مدرسة فنية داخل القدس. خلال سنوات شبابه، اعتمد بشكل كبير على التصوير في فنه، ولكن في وقت لاحق من حياته انتقل إلى التجريد. يعتمد عمله بشكل بارز على الموضوعات الهندسية، مستوحى من اللغة العربية والمعنى الإلهي للأشكال. في مقالته "قياس القدس: استكشافات الساحة"، يذكر أن "الشكل الهندسي البسيط قد يكون نتاجًا لفكر خطابي، بينما اللون ناتج عن شعور حدسي"، موضحًا كيف يأخذ فكرة جامدة مثل الأشكال الهندسية، ويدمجها مع "الشعور الحدسي" لخلق قطعة فنية تعكس تجربته كرجل فلسطيني. ظهرت لوحاته في الغالب في أواخر القرن العشرين، وبعد الاحتلال الإسرائيلي لفلسطين، يعرض عمله موضوعات المنفى و"النور" الفلسطيني، كما يتضح من خلال استخدامه للغة العربية في عمله. كان يعتقد أن التاريخ الفلسطيني شفوي بطبيعته وأنه يتجاوز الحاجة إلى الكلمات والصور الملموسة، وبالتالي استخدامه للأشكال والتصاميم بدلاً من الصور الحرفية.

### ستيف سابيلا

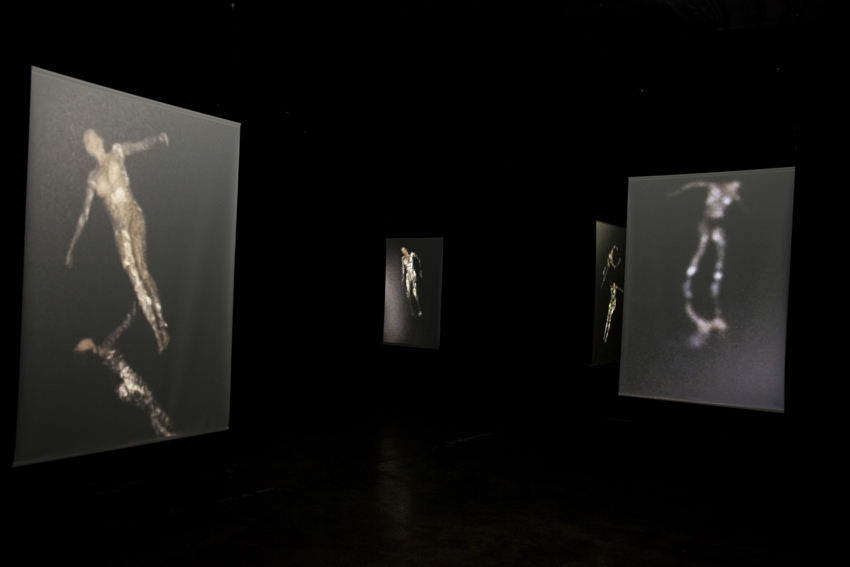
ستيف سابيللا، الاستقلال، 2014

على عكس بلاطة، يستخدم سابيللا (مواليد 1975، فلسطين) وسيلة التصوير الفوتوغرافي التجريدي بدلاً من اللوحات. وهو عضو فعال في مجتمع الفن الإسلامي وله العديد من المعارض الفردية لأعماله في جميع أنحاء العالم. تدور أعمال سابيللا حول موضوع مشترك وهو المنفى والوطن، حيث نشأ في القدس أثناء الاحتلال الإسرائيلي. إن استخدامه للتصوير الفوتوغرافي يحمل معنى لأنه يعتقد أنه يتجاوز الجدران حيث يجد "الحرية بين الصخور والسماء"، معلقًا على موضوعه المتسق للطبيعة في عمله. يعتقد سابيللا أن العالم الطبيعي يمكن أن يتجاوز اللغة والقمع، ويمكن أن يمنح الناس نافذة للنظر إلى مكان لا يرتبطون به في البداية بسبب رحلتهم الشخصية.

### سامية حلبي

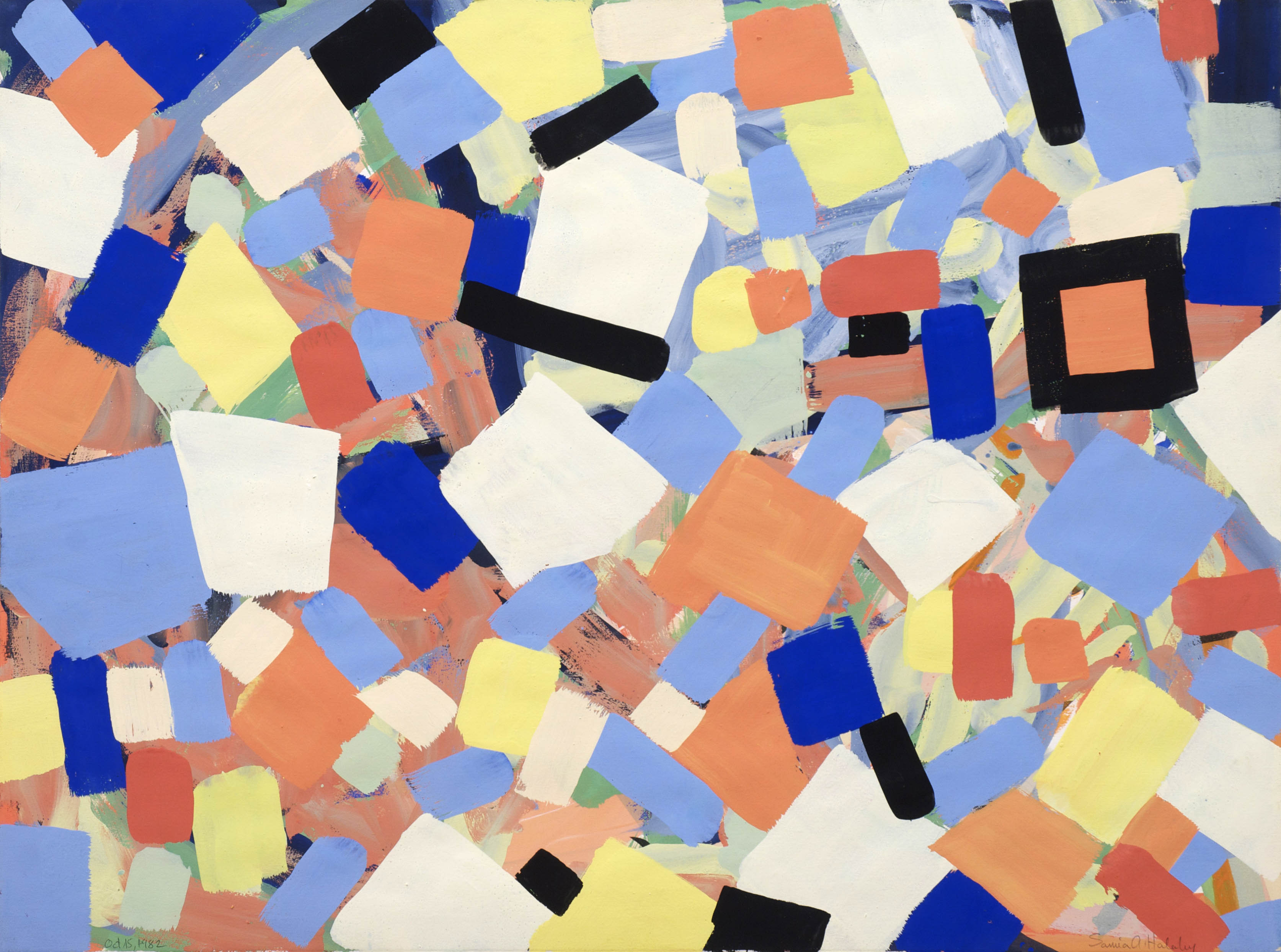
سامية حلبي، كل الأزرق، 1982

سامية حلبي (مواليد 1936، فلسطين) نزحت مع عائلتها إلى سينسيناتي، أوهايو في عام 1948 بسبب النكبة. وقد أصبح عملها حجر الزاوية في الفن التجريدي العربي، وذلك بسبب مناقشتها للشتات من خلال عملها وتجربتها معه. إنها تعتقد أن فنها يأتي من مكان أعمق من القضايا السياسية. تعتقد حلبي أن الفن التجريدي، إلى جانب ثقافتها، هو "الشكل الفني الأكثر تقدمًا في عصرنا"، وهي تميل إلى إبقاء أعمالها الوثائقية والسياسية بعيدًا عن لوحاتها. بدلاً من مناقشة الماضي أو الحاضر في عملها، تركز على كيفية قدرة الفن التجريدي على تحويل رؤية الناس للمستقبل وتصرفاتهم تجاهه، على أمل منح جمهورها منظورًا جديدًا حول تقدم المجتمع من خلال الفن. وقد عُرضت أعمالها في جميع أنحاء العالم ونُشرت في العديد من المجلات حول الفن الإسلامي.